# Bataille d'Orgelet (1674)
Guerre de Hollande
Batailles
- Groenlo (06-1672)
- Solebay (06-1672)
- Coevorden (06-1672)
- Nimègue(07-1672)
- Groningue (07-1672)
- Saint-Lothain (02-1673)
- Schooneveld (1re) (06-1673)
- Maastricht (06-1673)
- Schooneveld (2de) (06-1673)
- Texel (08-1673)
- Bonn (11-1673)
- Arcey (01-1674)
- Pesmes (02-1674)
- Gray (02-1674)
- Scey-sur-Saône (03-1674)
- Chariez (03-1674)
- Vesoul (03-1674)
- Arbois (03-1674)
- Orgelet (03-1674)
- Besançon (04-1674)
- Dole (05-1674)
- Sinsheim (06-1674)
- Salins (06-1674)
- Belle-Île (06-1674)
- Lure (07-1674)
- Faucogney (07-1674)
- Sainte-Anne (07-1674)
- Fort-Royal (07-1674)
- Seneffe (08-1674)
- Entzheim (10-1674)
- Mulhouse (12-1674)
- Turckheim (01-1675)
- Stromboli (02-1675)
- Fehrbellin (06-1675)
- Salzbach
- Consarbrück
- Alicudi
- Agosta
- Palerme
- Maastricht
- Philippsburg
- Valenciennes
- Cambrai
- Saint-Omer
- Tobago
- La Peene (Cassel)
- Ypres
- Rheinfelden (07-1678)
- Saint-Denis

La bataille d'Orgelet est un affrontement de la seconde conquête de la Franche-Comté qui se déroule du 31 mars au 1er avril 1674 dans la cité d'Orgelet (Jura). Cette bataille est un succès tactique pour la France qui parvient à conserver la ville mais un échec stratégique car elle perd provisoirement le contrôle du secteur.

## Contexte
Le 14 février 1674, 6 000 hommes entrent en Franche-Comté dans le secteur de Pesmes sous la conduite du duc de Navailles. Après la victoire des Français à Gray, l'armée française se scinde en deux : un détachement conduit par le vicomte d'Aspremont, officier et ingénieur militaire lance une offensive contre le bailliage d'Aval, l'actuel département du Jura.
Le 13 mars Orgelet, avec ses murailles vétustes, est prise par l'ennemi sans combattre, dans la même période que Poligny et Lons-le -Saunier. Seul Arbois résiste encore.
Orgelet avait été évacué ; ses défenseurs, avec armes et munitions s'étaient regroupés à Saint-Claude avec d'autres éléments locaux. Le secteur d'Orgelet est alors à l’extrême droite du dispositif français et devient donc un lieu hautement stratégique. Sans Orgelet, les Français seraient bloqués dans leur progression ne pourraient plus attaquer le sud et le sud-est du Jura. Les autorités de Saint-Claude encouragées par les bourgeois d'Orgelet ainsi que la résistance de la ville d'Arbois, décident de planifier une intervention pour reprendre la cité conquise.

## Déroulement de la bataille
Le 30 mars, un détachement militaire composé de 400 fantassins et cavaliers, commandé par le colonel Jacques-Antoine de Maizod, quitte Saint-Claude et traverse l'Ain à Brillat. De Maizod est considéré comme l'un des plus zélés défenseurs de la Franche-Comté espagnole. Il est accompagné du capitaine d'infanterie Henri de Lezay de Marnézia et du capitaine Guillaume de Boisset qui sera tué durant les combats. Ils font face à 100 fantassins et 60 cavaliers retranchés dans Orgelet.

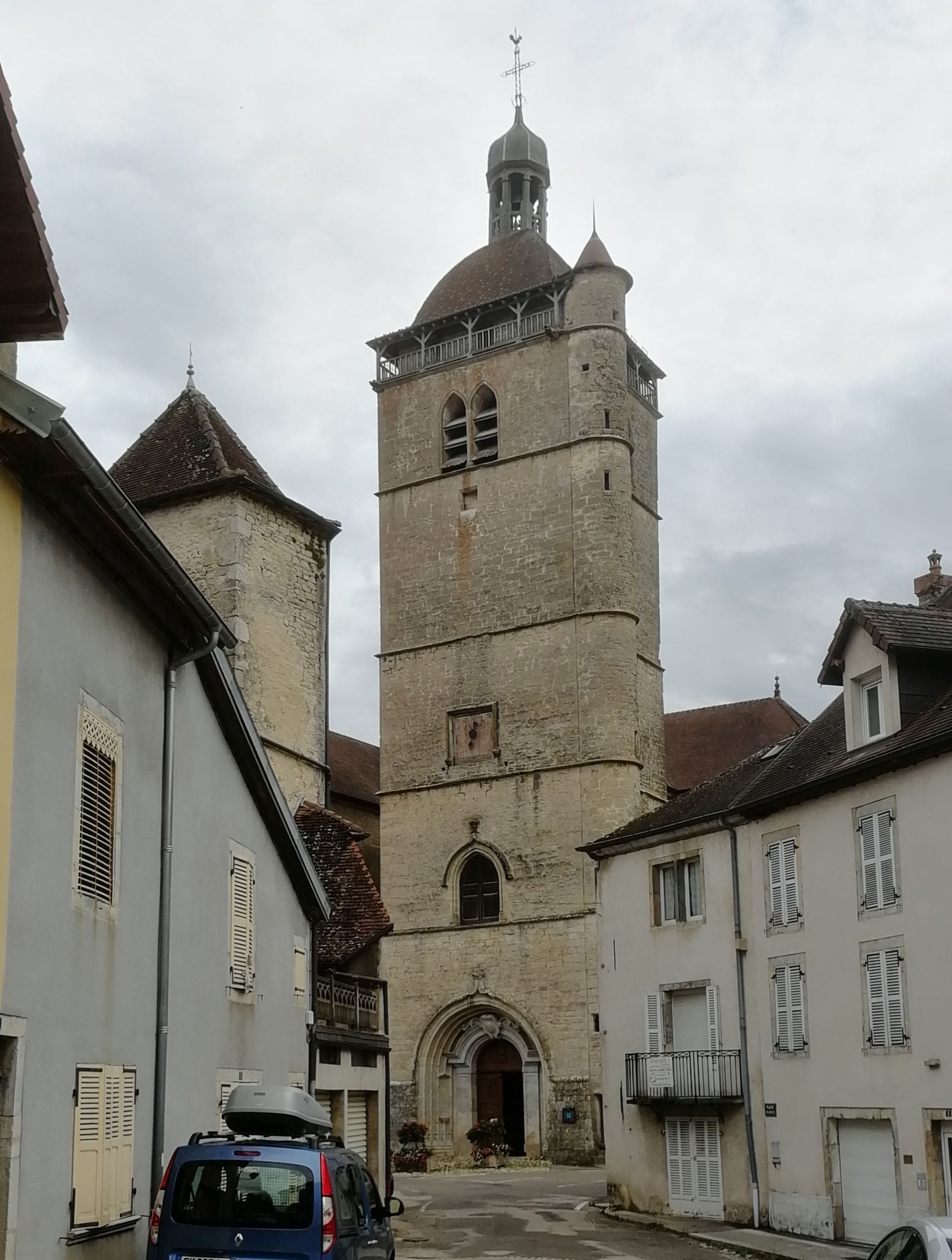
L'église d'Orgelet où les Français se barricadèrent

Le 31 mars à l'aube, les bourgeois d'Orgelet profitent des négligences des soldats français pour ouvrir une des portes de la ville aux Comtois. Les 400 hommes de Maisod s’engouffrent dans la cité endormie. Aussitôt l'alarme est donnée dans le camp français. Le lieutenant de Montgaillard envoie immédiatement huit cavaliers à la rencontre des Comtois, mais ils se font aussitôt tailler en pièces. Les autres cavaliers se barricadent dans l'église. Le Chevalier d'Espaux, avec trois cavaliers isolés, tente de fendre la foule des assaillants pour entrer lui aussi dans l'église encerclée, mais il n'y parvient qu'avec un seul homme et il est lui-même grièvement blessé.
La bataille s'éternise toute la journée dans un farouche combat de rues. Les soldats isolés dans la ville ou qui logeaient chez l'habitant sont égorgés ou fait prisonniers. Trente Français sont encerclés dans l'hostellerie de la ville et après plusieurs heures de résistance, une partie parvient à rallier l'église à la faveur de la nuit. Sur leur chemin, ils brûlent toutes les maisons pour couvrir leur retraite. Lors de cette même nuit, ils parviennent à envoyer un messager au Vicomte d'Aspremont pour l'informer des combats.
Au matin du 1er avril, les combats continuent avec la même intensité, l'église et certains secteurs périphériques proches des remparts tiennent toujours. Les Français reçoivent même des munitions d'un détachement de cavalerie qui patrouillait non loin. Alors que la situation semble désespérée pour les Français, les éclaireurs comtois rapportent à leur commandant qu'un puissant détachement français est en approche. Comprenant que les défenseurs ne pourront être réduits à temps, les Comtois évacuent la ville à la tombée de la nuit. Ils s'installent dans la forêt adjacente et décident d'y tenir leur position. Ils ont emmené avec eux de très nombreux soldats français capturés . De Maisod parvient à réorganiser immédiatement son détachement et à former une ligne de défense. De plus, de nombreux paysans des environs viennent en renfort.
A 22h, le vicomte d'Aspremont fait son entrée dans Orgelet en flamme, jonchée de morts et à moitié détruite. Des rues entières disparaîtront dans l'incendie.

## Conséquences
Le lendemain les Français veulent poursuivre leur progression contre l'armée comtoise qui s'est repliée dans la forêt ; mais ils subissent une embuscade dans le bois de Crance (à 4km au sud-est d'Orgelet) qui leur coûte de très lourdes pertes.
Si la bataille est une victoire tactique pour les Français, sauvés de justesse par des renforts, elle est également une importante défaite stratégique qui bloque toute progression dans le sud Jura. Affaiblis, basés dans une ville à moitié détruite et redoutant les embuscades, les Français devront attendre le mois de juin avant de reprendre l’initiative et le contrôle du secteur d'Orgelet qui désormais leur échappe. De Maisod et ses hommes contrôleront les forêts et montagnes du Jura jusqu'en juin. Nous pouvons en avoir un aperçu dans ce rapport d'Aspremont à Louvois juste après la reprise d'Orgelet: Depuis que je vous ai écrite cette lettre monseigneur, nous avons eu deux alarmes et nous sommes montés à cheval. Les montagnes sont hérissées de ces canailles qui nous tourmentent incessamment.
La bataille d'Orgelet comme celle d'Arbois aura un énorme impact sur le moral des Comtois; en témoigne cette correspondance entre le marquis de Renel et Navailles: Les ennemis ont beaucoup d’audace. Ils font pendre des officiers qu'ils ont entre leurs mains sans craindre les représailles parce qu’ils ont entre leurs mains nos prisonniers d'Orgelet...
En quittant la ville, les soldats français emportent le mécanisme de l'horloge, comme prise de guerre. Après l'annexion, et malgré les protestations des habitants, Louis XIV frappera la ville d'une contribution de 12 000 livres destinée aux militaires pillés au cours de l'affrontement.